# Molly Hatchet (альбом)
Molly Hatchet — дебютный студийный альбом американской группы Molly Hatchet, исполняющей южный рок, издан 1 сентября 1978 года на лейбле Epic Records.
На обложку Molly Hatchet помещена картина американского художника-фантаста Фрэнка Фразетты «The Death Dealer», написанная им в 1973 году. В дальнейшем, группа почти на каждую обложку помещала рисунок в стиле фэнтези (исключение составляют альбом No Guts…No Glory (1983) и концертный альбом Double Trouble Live (1985)). Также, Molly Hatchet стал первым в череде альбомов, на которые группа помещала по одной кавер-песне. Здесь, ею стала композиция The Allman Brothers Band «Dreams» получившая название «Dreams I’ll Never See» и сыгранная в более быстром ключе, чем оригинал.
Альбом посвящён памяти Ронни Ван Занта и Рокси Браун.
В 1979 году альбом достиг 64-го места в американском чарте Billboard Top LPs & Tape. Диск продан в количестве превышающем миллион копий, тем самым получив статус платинового.

## Список композиций
1. «Bounty Hunter» (Дэнни Джо Браун, Баннер Томас, Дэйв Лубек[англ.]) — 2:58
2. «Gator Country» (Томас, Лубек, Стив Холланд) — 6:17
3. «Big Apple» (Лубек, Браун) — 3:01
4. «The Creeper» (Брюс Крамп[англ.], Холланд, Браун) — 3:18
5. «The Price You Pay» (Холланд, Браун) — 3:04
6. «Dreams I’ll Never See» (Грегг Оллмен) — 7:06
7. «I’ll Be Running» (Томас, Браун, Лубек) — 3:00
8. «Cheatin' Woman» (Холланд) — 4:36
9. «Trust Your Old Friend» (Дуэйн Роланд[англ.], Крамп) — 3:55

## Участники записи
Molly Hatchet:
- Дэнни Джо Браун — вокал
- Дэйв Лубек[англ.] — гитара
- Стив Холланд — гитара
- Дуэйн Роланд[англ.] — гитара
- Баннер Томас — бас-гитара
- Брюс Крамп[англ.] — ударные

| Приглашённые музыканты: - Тим Линдси — бас-гитара - Томас Пауэлл — бас-гитара - Том Верман — перкуссия, продюсер - Джей Уиндинг — клавишные | Технический персонал: - Том Верман — продюсер - Ричард Шофф — инженер - Майк Бериджер — ассистент инженера - Пэт Армстронг — исполнительный продюсер - Фрэнк Фразетта — обложка |

## Позиции в хит-парадах и сертификации
| Год       | Хит-парад                      | Высшая позиция | Пребывание |
| --------- | ------------------------------ | -------------- | ---------- |
| 1978—1979 | США (Billboard Top LPs & Tape) | 64             | 42 недели  |

| Регион                                                      | Сертификация | Продажи    |
| ----------------------------------------------------------- | ------------ | ---------- |
| США (RIAA)                                                  | Платиновый   | 1 000 000^ |
| ^ Данные о тиражах приведены только на основе сертификации. |              |            |